# 大籠キリシタン殉教公園

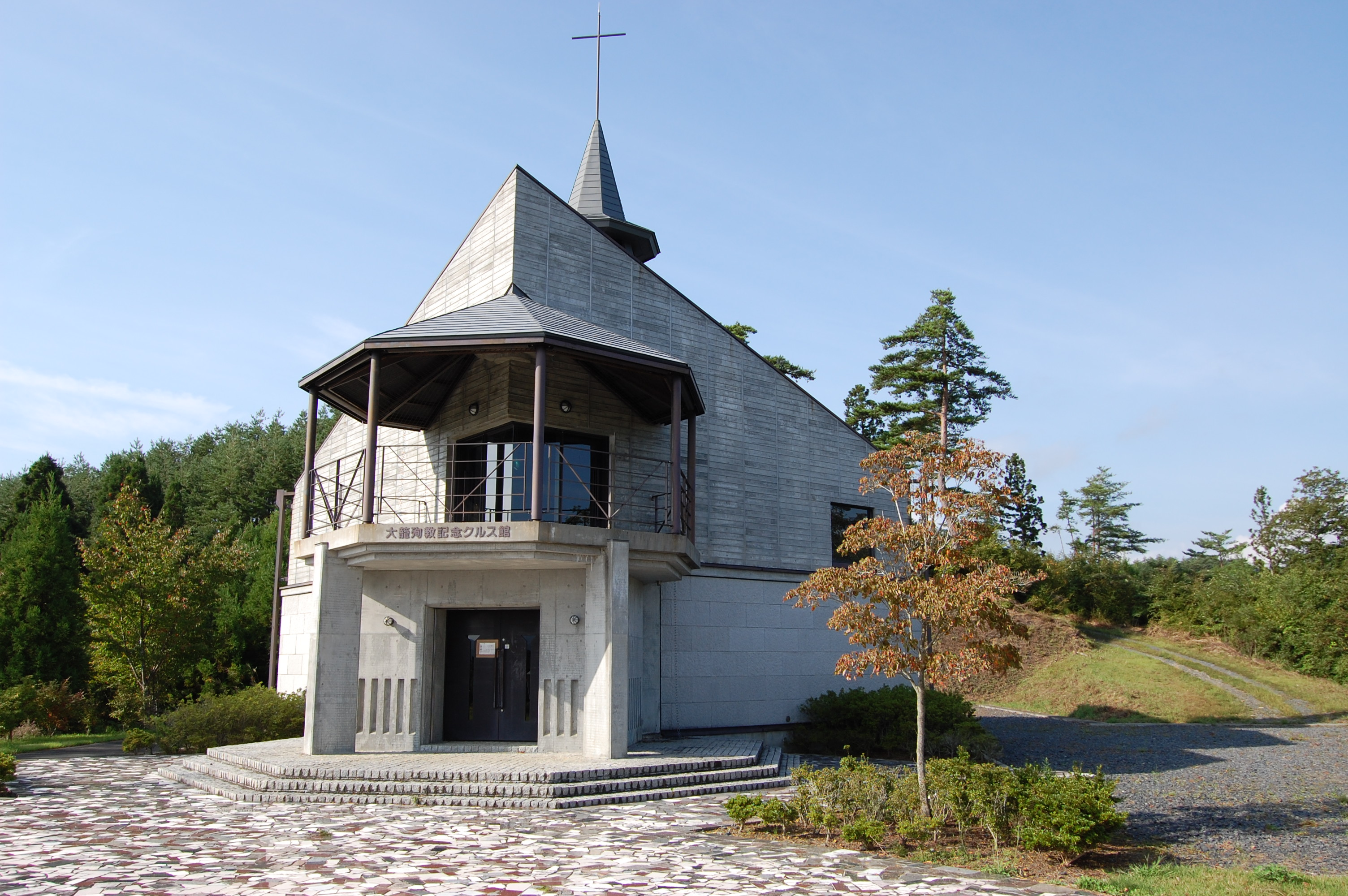
大籠殉教記念クルス館

大籠キリシタン殉教公園（おおかごキリシタンじゅんきょうこうえん）は、岩手県一関市藤沢町における、キリスト教布教と殉教の歴史を後世に伝えるために作られた公園である。

## 所在地
- 岩手県一関市藤沢町大籠字右名沢28-7

## 大籠キリシタンの歴史
江戸時代、大籠の一帯は仙台藩の領内であり、たたら製鉄を行う地として栄えていた。たたら製鉄を行う製鉄所は「烔屋（どうや）」と呼ばれており、この烔屋を経営していた千葉土佐が、製鉄の技術指導のために備中国（現在の岡山県）から千松大八郎・小八郎という兄弟をに招き、最初に桃生郡で烔屋を開いた。この千松大八郎・小八郎兄弟がキリシタンであり、大籠で布教を始めた。また、フランシスコ・バラヤス神父がこの地を訪れ布教にあたり、大籠のキリシタンはさらに増加した。だが、キリシタンの迫害はこの地にも迫る。寛永16年（1639年）から数年間で300人以上の信者が処刑されたと言われている。キリシタン改めを行う台転場がもうけられ、そこで踏み絵などが行われた。キリシタンであることが判明すると、打ち首や磔などにより処刑された。
1967年（昭和42年）11月、千松の大穴沢という場所で、キリスト復活の絵をアコヤ貝に彫刻したメダイが発見された。このメダイは、鑑定の結果、16世紀後半に作られたものだと判明した。

## 園内施設

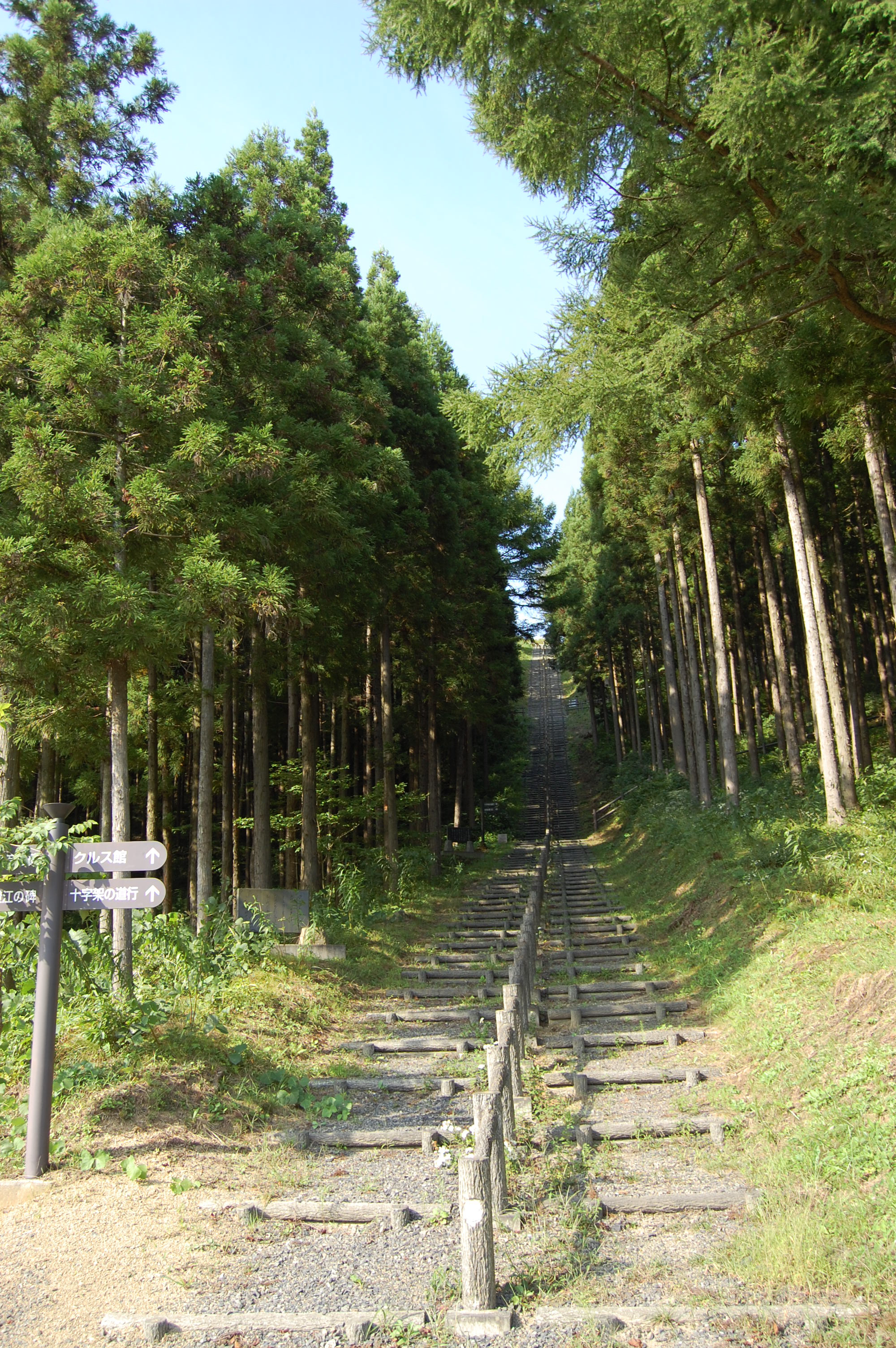
クルス館への階段

### 大籠キリシタン資料館
東北地方におけるキリスト教の布教とその後の迫害に至る歴史、大籠におけるキリシタンの歴史等について、展示・解説している。

### 大籠殉教記念クルス館
岩手県出身の彫刻家である舟越保武が設計を行った。館内に、舟越保武の作品（ブロンズ像3つ）と言葉が展示されている。

## 周辺の史跡・関連施設
- 大籠カトリック教会
- 台転場
- 大柄沢洞窟：
- 地蔵の辻：刑場跡。寛永16〜17年に178人がここで殉教した。
- 上野刑場：刑場跡。現在は供養碑が建てられている。寛永17年に94人がここで殉教した。
- トキゾー沢刑場
- 祭畑刑場
- 首実検石：監視役がこの石に座り、地蔵の辻で行われるキリシタンの処刑を監視したと言われる。
- 上袖首塚
- 保登子首塚
- 山神
- 架場（はせば）首塚